# Jeannot Foutika
Jean Foutika, dit Jeannot Foutika, est un footballeur international congolais (RC) des années 1960, qui évoluait au poste d'attaquant.

## Biographie
International congolais (RC), Foutika participe aux éliminatoires de la CAN 1968, disputant un match contre la Tunisie (1-1, le 19 février 1967). Il dispute aussi le match de la sélection congolaise contre le club brésilien du Santos FC, avec Pelé, le 7 juin 1967, se soldant par une défaite congolaise 3 buts à 2. 
Lors de la première participation de l'histoire du pays à la CAN, il inscrit un but contre le Sénégal, devenant ainsi le tout premier buteur congolais de la CAN. La sélection congolaise est éliminée au premier tour.
En club, il joue en faveur du CARA Brazzaville. Il participe à la Coupe des clubs champions africains 1970, en tant que champion national. Son club est éliminé au second tour.
Il vit durant sa jeunesse dans le quartier de Ouenzé, au nord de Brazzaville.

## Buts inscrits en sélection
Liste incomplète, ne comprend pas les matchs amicaux
| Buts en sélection de Jeannot Foutika | Buts en sélection de Jeannot Foutika | Buts en sélection de Jeannot Foutika | Buts en sélection de Jeannot Foutika | Buts en sélection de Jeannot Foutika | Buts en sélection de Jeannot Foutika | Buts en sélection de Jeannot Foutika |
|                                      | Date                                 | Lieu                                 | Adversaire                           | Score                                | Résultat                             | Compétition                          |
| ------------------------------------ | ------------------------------------ | ------------------------------------ | ------------------------------------ | ------------------------------------ | ------------------------------------ | ------------------------------------ |
| 1.                                   | 14 janvier 1968                      | Asmara (Éthiopie)                    | Éthiopie                             | 1-1 (1 but à 31e)                    | 1-2                                  | CAN 1968 (1er tour)                  |